# Tres estrelles doji baixistes
Les Tres estrelles doji baixistes (en anglès: Bearish Tristar) és un patró d'espelmes japoneses format per tres espelmes que indica un canvi de tendència alcista; rep aquesta denominació perquè els tres doji representarien la forma de tres estrelles dalt del cel.

## Criteri de reconeixement
1. La tendència prèvia és alcista.
2. Es forma un primer doji.
3. L'endemà els preus obren amb gap alcista i es forma un segon doji
4. El tercer dia els preus obren a la baixa i es forma un trecer doji

## Explicació
En un context de tendència alcista, l'aparició del primer doji és un senyal d'advertiment de la pèrdua de força dels bulls. El segon doji evidencia que els bulls ja no tenen força per continuar pujant, i el tercer confirma el canvi de tendència.

## Factors importants
Els tres doji seguits evidencien una gran indecisió en el mercat. Es recomana esperar a la confirmació al quart dia següent en forma gap baixita, un trencament de tendència, o sinó en forma d'espelma negra amb tancament inferior.